# Novosedly nad Nežárkou
Pour les articles homonymes, voir Novosedly.
Novosedly nad Nežárkou (en allemand : Neusattel an der Naser) est une commune du district de Jindřichův Hradec, dans la région de Bohême-du-Sud, en République tchèque. Sa population s'élevait à 681 habitants en 2020.

## Géographie
Novosedly nad Nežárkou se trouve à 16 km au sud-ouest de Jindřichův Hradec, à 28 km au nord-est de České Budějovice et à 115 km au sud-sud-est de Prague.
La commune est limitée par Val au nord, par Hatín, Stráž nad Nežárkou et Pístina à l'est, par Stříbřec et Třeboň au sud, et par Lužnice (district de Jindřichův Hradec) et Klec à l'ouest.

## Histoire
La première mention écrite du village date de 1359.

## Source
- (cs) Cet article est partiellement ou en totalité issu de l’article de Wikipédia en tchèque intitulé « Novosedly nad Nežárkou » (voir la liste des auteurs).